# Fascellina hypochryseis
Fascellina hypochryseis là một loài bướm đêm trong họ Geometridae.